# Dnepr (Motorradmarke)

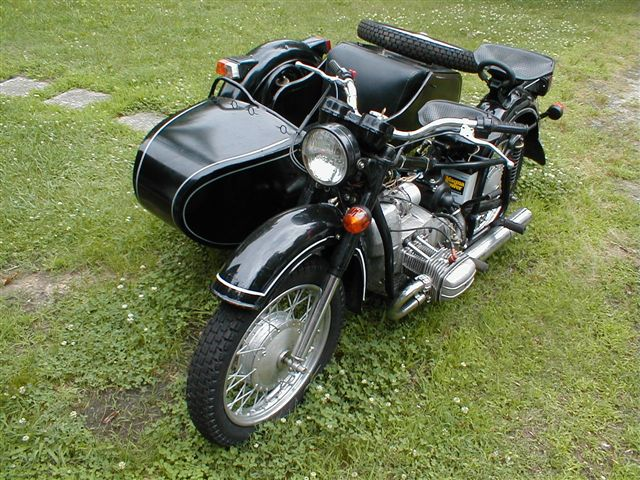
Gespann von Dnepr

Dnepr, oder Dnipro (ua:), im Deutschen auch mit Dnjepr transkribiert, ist eine Handelsbezeichnung für Motorräder und Motorradgespanne aus Kiew, Ukraine, die seit 1977 verwendet wird.
Seit 1946 werden Motorräder im Kiewer Motorradwerk (Kyivs'kyi Mototsikletnyi Zavod) hergestellt. Die Dnepr-Motorräder und die der anderen sowjetischen Handelsmarke Ural aus den Irbiter Motorradwerken (IMZ Ural) basieren auf der BMW R 71. Ab 1941 wurde die M-72, eine Kopie der Irbiter M-72, gebaut. Das IMZ Ural lieferte noch Teile dazu.

## Eigenständige Modelle der Dnepr Motorradserie
1956 kam die K-750, mit neuem Schwingenfahrwerk, zuerst mit einer Kurzschwingengabel, später wieder mit Telegabel. Danach wurden die Modelle K-650, MT-9, MT-10, MT-11 und MT-16 produziert, alle mit OHV-Motoren und prinzipiell dem K750-Fahrwerk.
1989 waren schon 2 Millionen Maschinen vom Band gelaufen. Zu Spitzenzeiten waren ca. 9.000 Menschen bei IMZ Ural beschäftigt. Die Motorräder für die Zivilproduktion hatten allerdings einen sehr schlechten Ruf und nur wenige treue Fans betreiben nach komplettem Neuaufbau eine solche Maschine. 
Zum aktuellen Programm gehören:
- Dnepr-11, eine Straßenmaschine mit nicht angetriebenem Beiwagen
- Dnepr-16, eine Geländemaschine mit Beiwagenantrieb
- Dnepr-600, ein Motorradanhänger

Sonderlösungen:
- Dnepr-310, Fracht-Dreirad
- Dnepr-11M, Motorrad mit Lastenbeiwagen
- Dnepr-16M, Militärausführung der Dnepr-16
- Dnepr-156M, Feuerwehrausführung mit verschiedenen Feuerlöschgeräten
- Dnepr-955, Verkehrspolizei-Ausführung mit Vollverkleidung
- Dnepr-303, ein Trike